# Mickey's Mooiste Kerst
Mickey's Mooiste Kerst (Engels: Mickey's Twice upon a Christmas) is een direct-naar-videofilm en kerstfilm van Disney ToonStudios uit 2004, dit is ook de eerste Mickey Mouse film die volledig in computeranimatie is geproduceerd, de film is een vervolg op Mickey's Once Upon a Christmas uit 1999.

## Plot
De film begint wanneer de verteller aankondigt nieuwe kerstverhalen uit de kast te halen, de film bevat 5 segmenten die een bepaalt kerstthema bevatten met ieder Disney personage een eigen verhaallijn.

### 1. IJsprinsesen
Minnie en Katrien doen mee aan een schaatswedstrijd en worden vergezeld door hun specifieke vriendje, Minnie wordt ondersteund door Mickey en Katrien wordt ondersteund door Donald, terwijl de twee zich aan het voorberijden zijn voor hun schaatskunsten wordt Katrien erg jaloers op de reactie van het publiek op Minnie en steelt de show, Minnie haalt mooie kunstjes uit met een paar alligators terwijl katrien haar kunstjes uithaalt met een paar nijlpaarden die beide uit de film Fantasia afstammen, hierdoor ontstaat er een grote ruzie tussen Minnie en Katrien, totdat Minnie per ongeluk geblinddoekt uitglijd over een bel maken Katrien en Minnie het met elkaar goed, na afloop voeren ze beiden een opvoering op het ijs en zijn ze weer beste vindinnen.

### 2. Een Kerst Missie
Oom Dagobert heeft in de keuken koekjes gebakken als dessert voor hun kerstdiner samen met Donald, Katrien en de neefjes, Kwik, Kwek en Kwak hebben daar dan stiekem van gegeten en Donald wordt er woeden van, Oom Dagobert besluit om met de neefjes te praten en vertelt dan hoe het is als je niet gedraag dat je dan niet op de lijst van de kerstman staat, als de neefjes dat horen zetten ze die kerstnacht een missie op touw, ze reizen per post naar de Noordpool om hun namen op de lijst te zetten, maar door hun gestuntel op de werkplaats hebben ze de hele kerst verpest maar zetten het als teamwork weer recht waardoor ze door hun goed gedrag alsnog op de lijst staan van de Kerstman, op kerstochtend werden door de kerstman en z'n elfjes de cadeautje gebracht naar het landhuis van Oom Dagobert.

### 3. Kerstmis Maximus
Max neemt op kerstdag zijn vriendin mee naar zijn vader Goofy, Max belt Goofy op en vraag aan Goofy of hij alles wilde organiseren om Max en zijn vriendin zich welkom te voelen, maar alles wat geplant stond loopt toch anders af wat Max wilde, zo laat Max aan zijn vriendin foto's zien waarna Goofy baby foto's laat zien en als de twee genieten van warme chocolademelk en zich willen verzoenen met een laagje chocomel boven de lip veegt Goofy het snel af, Max wordt daardoor bedroef en maakt dan een kleine wandeling, terug bij Goofy thuis ziet Max dat ze binnen popcorn maken, waardoor daarna de popcornmachine op hol slaat voelt Max zich weer helemaal vrolijk en maken ze op het dak van hun huis een engeltje van popcorn.

### 4. Donald's Cadeau
Donald heeft inkopen gedaan in de stad, maar onderweg naar huis hoort hij een irritant melodietje die hij maar niet uit zijn hooft krijgt, eenmaal als hij thuis is komen Katrien en de neefjes binnen en willen Donald meenemen naar een winkelcentrum, ook daar krijgt Donald het te maken met het irritante kerstliedje We wish you a merry Christmas, Donald verschuild zich in een kamertje waar allemaal animatronics opgesteld staan die ook het irritante kerstliedje zingen, door grote frustratie maakt Donald alles kapot en wordt door de bewaker het winkelcentrum eruit gegooid, onderweg naar huis komt Donald dan een zangkoor tegen die niet op de goede maat zingen, Donald help ze hierbij met zingen, hierdoor heeft Donald zijn fouten voor kerstmis geleerd en maakt dan zijn exusses aan katrien over zijn woede.

### 5. Geen kerst zonder Pluto
Mickey heeft net inkopen gedaan in de stad, samen met zijn hond Pluto hangen ze alle kerstdecoratie op waardoor er nog een ding ontbreekt, Pluto wil namelijk zelf de ster op de kerstboom plaatsen, maar alleen moet hij dat wel doen met Mickey's hulp, maar als Pluto de ster zonder Mickey's hulp op de boom wil plaatsen ontstaat er een kettingreactie van vernielingen, Mickey wordt razend en zegt tegen Pluto dat hij hem voorlopig niet meer wilt zien, Pluto vlucht weg bij Mickey en kom dan terecht in een trein die op weg rijd naar de Noordpool waar hij een groep rendieren tegenkomt, Pluto besluit om bij ze te blijven, ondertussen probeert Mickey alles weer in orde te maken voor het kerstfeest, na het werken en opzetten van de versieringen ontdekt Mickey dat Pluto er niet meer is, Mickey vraag dan iedereen is de stad of hij zijn hond heeft gezien, maar niemand wilt hem helpen, totdat Mickey de kerstman tegenkwam die Mickey zou willen helpen met het zoeken naar Pluto, intussen heeft Pluto heimwee naar Mickey, dus helpen de kerstman en de rendieren om Pluto weer terug te brengen naar huis, als Pluto weer terug is bij Mickey komt er een sneeuwschuiver op Mickey's terrein aanschuiven, het waren Mickey's vrienden die opzoek waren naar Pluto, 
aan het einde van de film zet Pluto met behulp van Mickey de ster op de boom en zingen Mickey en z'n vrienden ter afsluiting van de film een kerstliedje.

## Stemverdeling
| Personage          | Originele stem  | Nederlandse stem                                        |
| ------------------ | --------------- | ------------------------------------------------------- |
| Mickey Mouse       | Wayne Allwine   | Paul Groot                                              |
| Minnie Mouse       | Russi Taylor    | Melise de Winter                                        |
| Donald Duck        | Tony Anselmo    | Anita Heilker                                           |
| Katrien Duck       | Tress MacNeille | Laura Vlasblom                                          |
| Kwik, Kwek en Kwak | Russi Taylor    | Laura Vlasblom                                          |
| Oom Dagobert       | Alan Young      | Wim van Rooij                                           |
| Goofy              | Bill Farmer     | Stan Limburg                                            |
| Max                | Jason Marsden   | Jonas Leopold                                           |
| Mona               | Kellie Martin   | Bertine van Voorst                                      |
| Kerstman           | Chuck McCann    | Hero Muller                                             |
| Donder             | Jeff Bennett    | Paul Passchier                                          |
| Bliksem            | Jim Cummings    | Jan Nonhof                                              |
| Kerstelfen         | Rob Paulsen     | Reinder van der Naalt Edward Reekers Marjolein Spijkers |
| Veteller           | Clive Revill    | Rob van de Meeberg                                      |

## Trivia
- Dit is de laatste Mickey Mouse productie waarin Paul Groot zijn stem verleend aan de Nederlandse Mickey Mouse, Mark Omvlee volgde daarna de rol van Mickey op.